# 阿南达沙玛空皇家御会馆
阿南达沙玛空皇家御会馆是泰国曼谷律实宫的接见大厅，拉瑪五世下旨興建，1907年動工，1915年完成，建築物融合了意大利文艺复兴和新古典主义的风格。
過去，皇家御会馆曾作為博物館向遊客開放，並舉辦了展示王國藝術展覽，在詩麗吉王后學院贊助下生產的手工藝品，後在2017年10月起無限期對公眾關閉。

## 访客
访客必须有“合适的”的着装，男人必须穿长裤（可以穿短袖衬衫），女人必须穿长裙，因為短裤、短裙、无袖T恤以及撕破的牛仔裤都不合适，妇女穿长裤也不被视为“合适的”。所有的相机和手机必须留在免費的储物柜中。館方有提供幾種外國语言的指南。

### 書籍
- Noobanjong, Koompong. . USA: Universal-Publishers. 2003: -165–171. ISBN 1581122012.
- , Bangkok, 2007
- Pantown: online society for every one (Retrieved on 9 October 2013) www.pantown.com/group.php?display=content&id=43359&name=content11&area=3
- Silp hang phan din(Arts of the kingdom): Phra tee nung anantasamakhom (Retrieved on 9 October 2013) www.artsofthekingdom.com/th/index.php?page=throne

## 外部連結
- Ananta Samakhom Throne Hall
- 遊客服裝規定

13°46′18″N 100°30′47″E / 13.77167°N 100.51306°E